# Selenastraceae
Selenastraceae, porodica zelenih algi u redu Sphaeropleales. Ime je došlo po rodu Selenastrum. Postoji preko 100 vrsta u 15 rodova.

## Rodovi
1. Ankistrodesmus Corda
2. Chlorolobion Korshikov
3. Curvastrum T. S.Garcia
4. Drepanochloris P.Marvan, J.Komárek & A.Comas
5. Gregiochloris P.Marvan, J.Komárek & A.Comas
6. Kirchneriella Schmidle
7. Messastrum T. S.Garcia
8. Monoraphidium Komárková-Legnerová
9. Planktococcomyxa I.Kostikov, T.Darienko, A.Lukesová & L.Hoffmann
10. Podohedriella F.Hindák
11. Pseudokirchneriella F.Hindák
12. Pseudoquadrigula E.N.Lacoste de Díaz
13. Quadrigula Printz
14. Raphidocelis Hindák
15. Rhaphidium B.Schroeder, 1903, nom. illeg.; taksonomski status: neizvjestan, zahtijeva daljnju istragu.
16. Selenastrum Reinsch